# رومن تیبو
رومن تیبو (انگلیسی: Romain Thibault؛ زادهٔ ۶ ژانویهٔ ۱۹۹۱) بازیکن فوتبال اهل فرانسه است.
از باشگاه‌هایی که در آن بازی کرده‌است می‌توان به باشگاه فوتبال نیم المپیک اشاره کرد.